# Narkondam
Narkondam (englisch Narcondam, gelegentlich auch Narcondum) ist eine Vulkaninsel im Indischen Ozean, die etwa 114 km östlich der Inselgruppe der Andamanen liegt. Sie weist Abmessungen von 2,4 × 4,2 km auf und erreicht eine Höhe von 710 m über dem Meer. Die Flächenausdehnung beträgt 6,81 km². Zum Stand der Volkszählung 2001 hatte die Insel insgesamt 17 Einwohner, die alle in einem Haushalt in der gleichnamigen Siedlung Narcondam leben. Eine Karte von 1923 verzeichnet die Insel noch als unbewohnt. Auf der weitgehend bewaldeten Insel werden hauptsächlich Kokosnüsse geerntet.
Narkondam gehört politisch zum indischen Unionsterritorium Andamanen und Nikobaren. Der gleichnamige Vulkan vom Typ Schichtvulkan, der die Insel bildet, war lange Zeit inaktiv, allerdings gibt es vom Juni 2005 unbestätigte Berichte über vulkanische Aktivitäten. 150 km südwestlich befindet sich auf Barren Island der einzige nachweislich aktive Vulkan der Region.
Die Insel ist Heimat des endemischen Narcondam-Jahrvogels (Aceros narcondami), der Andamanen-Zwergohreule (Otus balli) sowie von Crocidura narcondamica aus der Gruppe der Weißzahnspitzmäuse. Sie steht als Narcondam Island Wildlife Sanctuary unter Naturschutz.

## Einzelnachweise

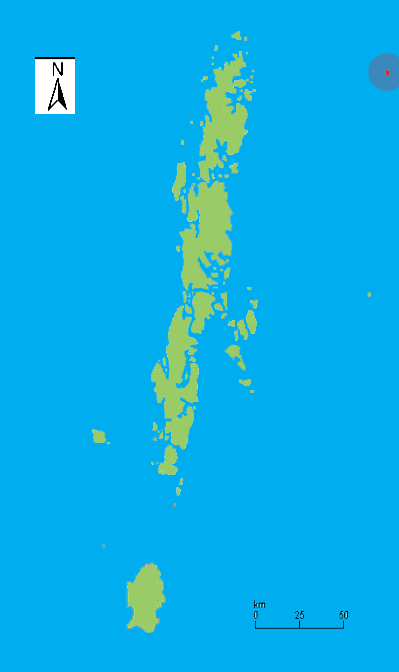
Lage von Narkondam